# Kanal Peščenek
Kanal Peščenek je umetno skopani vodni jarek, ki drenira vode južnega dela Ljubljanskega barja iz okolice vasi Brest in Matena ter se povezuje s potokom Farjevec, ki se nato kot desni pritok pri Črni vasi izliva v reko Ljubljanico.